# Ukraiński Kościół Prawosławny Kanady
Ukraiński Kościół Prawosławny Kanady – prawosławny Kościół autonomiczny, podległy Patriarchatowi Konstantynopolitańskiemu, działający na terytorium Kanady. Ma charakter etnicznie ukraiński. Według Ronalda Robersona w 1998 zrzeszał 120 tys. wiernych w 275 parafiach. Jego zwierzchnikiem od 2022 jest metropolita Hilarion (Rudnyk).

## Historia

### Powstanie Kościoła
W II połowie XIX wieku i na początku XX wieku Ukraińcy emigrowali do Kanady. Większość z nich była wyznania greckokatolickiego. Kościół katolicki podporządkowywał ich parafie odpowiednim biskupom rzymskokatolickim, co dla Ukraińców było równoznaczne z chęcią dokonania ich asymilacji. Część emigrantów, wywodząca się z Bukowiny, była natomiast wyznania prawosławnego i uczestniczyła w nabożeństwach w placówkach duszpasterskich archieparchii amerykańskiej Rosyjskiego Kościoła Prawosławnego. Obydwie grupy pragnęły jednak na gruncie życia religijnego kultywować tradycje ukraińskie.
W czerwcu 1918 grupa Ukraińców-grekokatolików ze stanów Manitoba, Saskatchewan i Alberta postanowiła zmienić wyznanie na prawosławne w celu lepszego zachowania narodowych tradycji. Powstało wówczas Ukraińskie Bractwo Prawosławne, którego przedstawiciele skontaktowali się z biskupem Aleksandrem (Niemołowskim), hierarchą Rosyjskiego Kościoła Prawosławnego i Ukraińcem z pochodzenia, prosząc go o wzięcie udziału w soborze założycielskim Ukraińskiego Greckiego Kościoła Prawosławnego w Kanadzie, a w konsekwencji – przyjęcie funkcji jego zwierzchnika. Biskup początkowo wyraził zgodę, jednak ostatecznie odmówił angażowania się w organizację Kościoła o charakterze etnicznie ukraińskim, twierdząc, że Ukraińcy nie są samodzielnym narodem, a nowa struktura miałaby z gruntu polityczny charakter. Mimo tego do soboru doszło 28 grudnia 1918, bez udziału jakiegokolwiek biskupa. Ukraińskie Bractwo Prawosławne nie zrezygnowało z prób kontaktu z archieparchią rosyjską. Do czerwca 1919 toczone były rozmowy z jej nowym zwierzchnikiem, metropolitą Platonem (Rożdiestwienskim), wypowiadającym się pozytywnie o koncepcji powołania autonomicznego Kościoła Ukraińskiego w Kanadzie. Końcowy protokół rozmów nie został jednak podpisany przez strony. Dopiero w drugim soborze, 27 listopada 1919 wziął udział metropolita German z Patriarchatu Antiocheńskiego, który zgodził się tymczasowo stanąć na czele Kościoła do momentu, gdy nie zostanie wyświęcony nowy hierarcha narodowości ukraińskiej. Metropolita German był zwierzchnikiem Kościoła do 1924. W tym czasie znajdował się on tym samym w jurysdykcji patriarchy Antiochii.

### Okres niekanonicznego statusu Kościoła
W 1924 do USA przybył arcybiskup Jan (Teodorowicz), wyświęcony na biskupa w niekanonicznym Ukraińskim Autokefalicznym Kościele Prawosławnym. Mimo traktowania jego chirotonii za nieważną przez kanoniczne Kościoły prawosławne, IV sobór Ukraińskiego Greckiego Kościoła Prawosławnego w Kanadzie, w dniach 16–17 lipca 1924 zaprosił go do objęcia funkcji zwierzchnika Kościoła, którą ten przyjął. Arcybiskup nie przebywał na stałe w Kanadzie; codzienne obowiązki administracyjne wykonywał konsystorz. Hierarcha próbował uzyskać akceptację własnych święceń przez Kościoły kanoniczne, jednak Patriarchat Konstantynopolitański odmówił przyjęcia zarówno jego, jak i struktur Kościoła Ukraińskiego w Kanadzie. Mimo nieustalonego statusu kanonicznego Kościół rozwijał się i w 1928 zrzeszał ok. 64 tys. wiernych zrzeszonych w 152 parafiach, posiadał jednak tylko 21 kapłanów.
Wątpliwości związane ze statusem arcybiskupa Jana doprowadziły w 1946 do jego rezygnacji z urzędu. Zastąpił go inny hierarcha związany z Ukraińskim Autokefalicznym Kościołem Prawosławnym, arcybiskup Mstysław (Skrypnyk), który sprawował urząd do 1950. Zastąpił go metropolita Polikarp (Sikorski), wyświęcony w Polskim Autokefalicznym Kościele Prawosławnym, w czasie II wojny światowej lider ruchu na rzecz autokefalizacji Kościoła ukraińskiego.

### Reorganizacja Kościoła

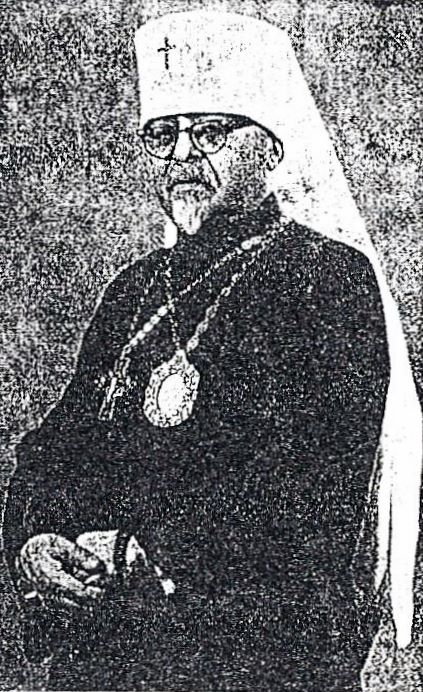
Metropolita Hilarion (Ohijenko) (spotykany ukraiński wariant imienia – Iłarion)

W 1951 nadzwyczajny sobór postawił przed sobą zadanie wyboru nowego hierarchy, osoba którego pozwoliłaby na nowo uznać Kościół za kanoniczny. Spośród czterech kandydatów wybrany został metropolita Hilarion (Ohijenko), który otrzymał tytuł metropolity Winnipeg i całej Kanady. Inny kandydat, arcybiskup Michał (Choroszy) objął urząd arcybiskupa Toronto i eparchii wschodniej. Kościół liczył w tym momencie ok. 110 tys. wiernych zrzeszonych w 300 placówkach duszpasterskich. W związku z tym w 1959 na biskupa Edmonton i eparchii zachodniej został wyświęcony archimandryta Andrzej (Metiuk), zaś cztery lata później archimandryta Borys (Jakowkewycz) został biskupem Saskatoon i eparchii centralnej.
W 1972 zmarł metropolita Hilarion, którego zastąpił arcybiskup Michał (Choroszy), podniesiony do godności metropolity. Pełnił on urząd do własnej rezygnacji w 1975. Następnie na czele Kościoła stanął metropolita Andrzej (Metiuk) (do śmierci w 1985), po którym urząd objął metropolita Bazyli (Fedak) (zm. 2005).
W czasie rządów metropolity Bazylego, w 1990 doszło do uregulowania statusu kanonicznego Kościoła poprzez przyjęcie Ukraińskiego Kościoła Prawosławnego w Kanadzie w jurysdykcję patriarchy Konstantynopola ze statusem Cerkwi autonomicznej. W 1989 Kościół liczył ok. 128 tys. wiernych, 99 kapłanów oraz 290 placówek duszpasterskich. Tym samym zrzeszał od 1/5 do 1/4 całej ukraińskiej emigracji w Kanadzie.
Po śmierci metropolity Bazylego w 2005 zwierzchnikiem Kościoła został wybrany biskup Jan (Stinka), który pozostawał na urzędzie przez pięć lat. W 2010, w czasie XXII soboru Kościoła, ogłosił swoje odejście w stan spoczynku. Nowym zwierzchnikiem Kościoła został arcybiskup Jerzy (Kaliszczuk), który sprawował urząd do 2021 r.
25 sierpnia 2023 r. metropolita Hilarion wezwał duchownych do przeprowadzenia w swoich parafiach dyskusji na temat możliwości przejścia na kalendarz nowojuliański po przejściu kościołów chrześcijańskich na Ukrainie. 1 grudnia 2023 roku okazało się, że od 20 grudnia 2023 roku UKP Kanady przejdzie na kalendarz nowojuliański.

## Podział administracyjny

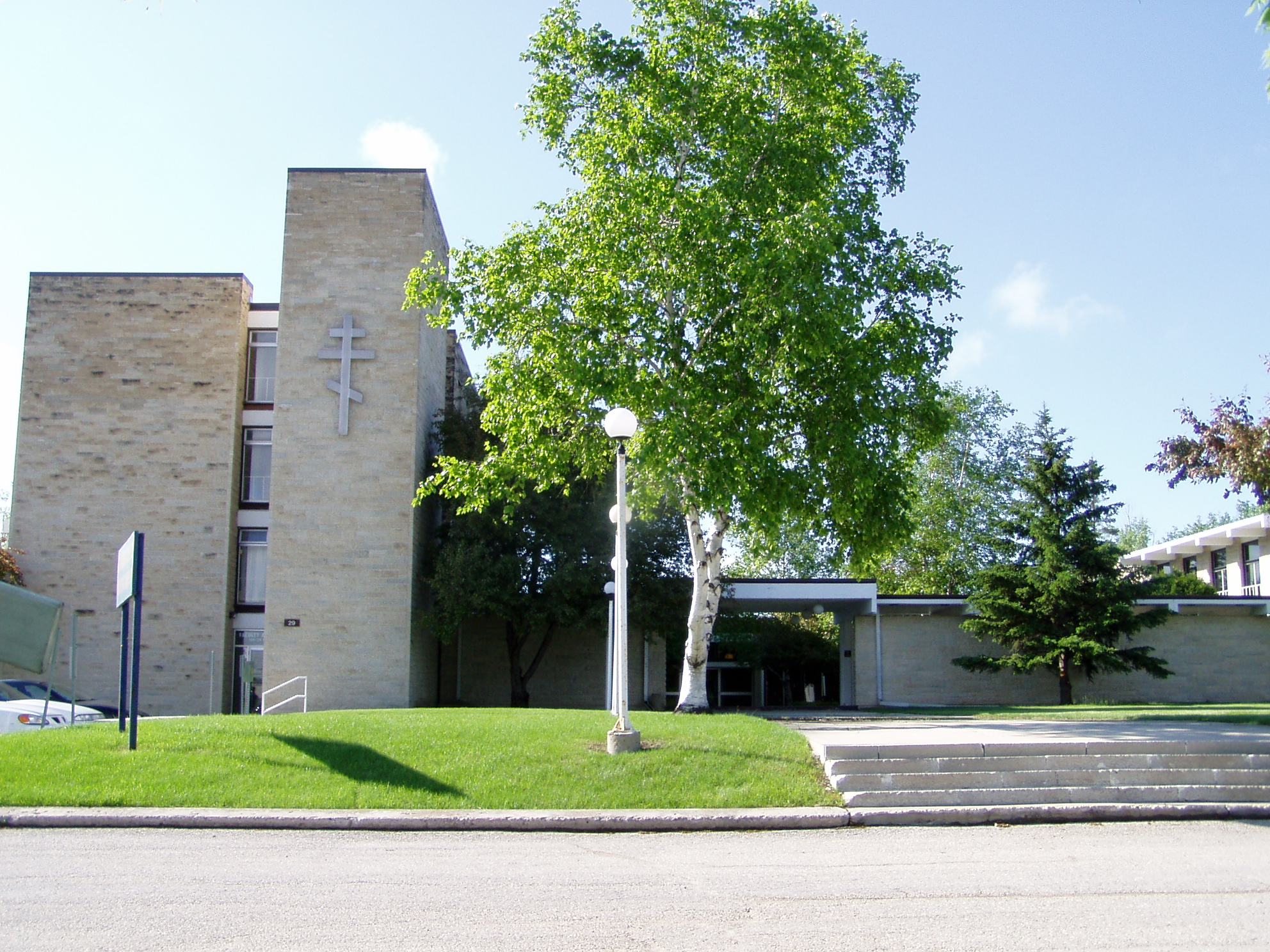
Budynek Kolegium św. Andrzeja

Od 1964 utrwalił się podział Kościoła na trzy eparchie:

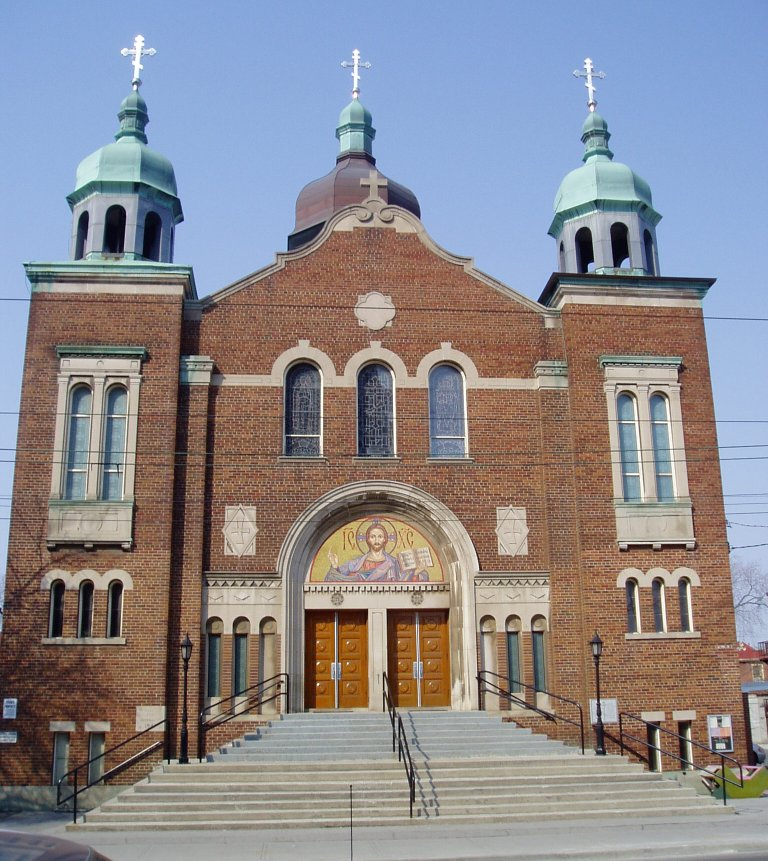
Sobór św. Włodzimierza w Toronto

- eparchia centralna – zwierzchnik: vacat,
- eparchia wschodnia – zwierzchnik: p.o. biskup Kratei Andrzej (Peszko)[9]
- eparchia zachodnia – zwierzchnik: biskup Edmonton Hilarion (Rudnyk)[10]

Jedyną uczelnią teologiczną, która kształci kadry dla Kościoła, jest Kolegium św. Andrzeja, działające od 1946 do 1964 w Winnipeg, zaś od tego roku w ramach Uniwersytetu w Manitobie. Od 1924 organem prasowym Kościoła jest Wisnyk.
Językiem Kościoła tradycyjnie jest ukraiński. Systematycznie wzrasta jednak użycie języka angielskiego.